# 黄東萍
黄 東萍（こう とうへい、ファン・ドンピン、英: Huang Dong Ping、1995年4月30日 - ）は、中華人民共和国の女子バドミントン選手。2020年東京オリンピックの金メダリスト。

## 経歴
2020年東京オリンピックでは王懿律とペアを組み、決勝戦で同胞かつ戦績上格上の鄭思維 / 黄雅瓊ペアと対決し、21-17、17-21、21-19のファイナルに及ぶ大激闘を見事制し、悲願のオリンピック金メダルを獲得した。
2021年のスディルマン杯では、中国チームの優勝に貢献した。